# أبيساي شينينغاياموي
أبيساي «زيكو» شينينغايأموي Abisai Shiningayamwe، من مواليد 3 أغسطس 1978 في ناميبيا، لاعب كرة قدم ناميبي.
بدأ مسيرته الكروية مع نادي بلو ووترس، وفي عام 2006 انتقل إلى نادي جومو كوزموس الجنوب أفريقي.
و هو يلعب مع منتخب ناميبيا لكرة القدم.

## روابط خارجية
- أبيساي شينينغاياموي على موقع قاعدة بيانات كرة القدم.إي يو (الإنجليزية)
- أبيساي شينينغاياموي على موقع ناشيونال فوتبول تيمز (الإنجليزية)
- أبيساي شينينغاياموي على موقع Soccerway.com (الإنجليزية)
- أبيساي شينينغاياموي على موقع عالم كرة القدم.نت (الإنجليزية)